# Terelabrus rubrovittatus
Terelabrus rubrovittatus là một loài cá biển thuộc chi Terelabrus trong họ Cá bàng chài. Loài này được mô tả lần đầu tiên vào năm 1998.

## Từ nguyên
Tính từ định danh rubrovittatus trong tiếng Latinh có nghĩa là "có dải sọc đỏ" (rubrum: "màu đỏ" + vittatus: "sọc"), hàm ý đề cập đến hai dải sọc đỏ nổi bật trên cơ thể của loài cá này.

## Phạm vi phân bố và môi trường sống
T. rubrovittatus có phạm vi phân bố ở Tây Thái Bình Dương. Loài cá này được ghi nhận ở khu vực Tam giác San Hô (trừ Philippines, đảo Borneo và Sulawesi); Palau; Nouvelle-Calédonie; bãi cạn Rowley và rạn san hô Great Barrier (Úc).
T. rubrovittatus sống gần những rạn san hô viền bờ ở độ sâu khoảng từ 25 đến ít nhất là 100 m. Tại rạn san hô Great Barrier, loài này đã được quan sát và ghi nhận ở độ sâu khoảng 100–179 m.

## Mô tả
Chiều dài cơ thể tối đa được ghi nhận ở T. rubrovittatus là 12 cm. Cơ thể thuôn dài, có màu trắng với các dải sọc ngang màu đỏ ở hai bên thân: một dải dọc theo lưng và một dải dọc theo lườn (từ mõm băng qua mắt); đôi khi có các hàng chấm đỏ lan rộng ở sọc lườn. Vây lưng và vây hậu môn có một dải sọc màu vàng cận rìa (dải ở vây lưng nổi bật hơn). Terelabrus dewapyle, một loài họ hàng rất giống với T. rubrovittatus, nhưng T. dewapyle có dải màu vàng ở giữa hai sọc đỏ và không có dải màu vàng trên vây lưng.
Số gai ở vây lưng: 10; Số tia vây ở vây lưng: 11; Số gai ở vây hậu môn: 3; Số tia vây ở vây hậu môn: 12; Số tia vây ở vây ngực: 15 - 16; Số gai ở vây bụng: 1; Số tia vây ở vây bụng: 5.

## Sinh thái và hành vi
Thức ăn của T. rubrovittatus có lẽ là các loài thủy sinh không xương sống. Loài này có thể sống đơn độc hoặc hợp thành những nhóm nhỏ.
Loài này cũng được nuôi làm cá cảnh bởi màu sắc bắt mắt của chúng.